# The Manhattan Projects

The Manhattan Projects est une série de comics américain coécrite par co-créée par l’écrivain Jonathan Hickman et l’artiste Nick Pitarra publiée par Image Comics de 2012 à 2015 et Urban Comics de 2018 à 2019. Delcourt avait précédemment essayer de publier la série.

## Synopsis
Dans une uchronie se déroulant pendant la Seconde Guerre mondiale et se poursuivant ensuite durant la Guerre Froide, le Projet Manhattan est en réalité une façade pour d’autres projets top secret mêlant science fiction et ésotérisme.

## Personnage
- Joseph Oppenheimer, un physicien américain aux personnalités fracturées ; Le frère jumeau maléfique et psychopathe de Robert Oppenheimer. Il peut acquérir des connaissances d’un individu après les avoir mangés, comme il l’a fait avec son frère. Dans son esprit, une guerre civile se produit entre la personnalité de Robert et Joseph ainsi que leurs armées respectives d’analogues de personnalité. Bien que coopératif au début et à la tête de trois projets majeurs, il trahira plus tard l’équipe pour ses objectifs personnels avant d’être tué.
- Albert Einstein, un physicien allemand. Après avoir rencontré son moi de réalité alternative, il a été déplacé de force vers la dimension alternative. Utilisant son intelligence pour voyager et survivre dans des mondes alternatifs, il revient enfin à sa réalité originelle de barbare. Il tuera plus tard Oppenheimer et commencera une expédition à travers des mondes alternatifs à travers son portail.
- Albrecht Einstein, la version alcoolique de la réalité alternative, se faisant passer pour l’Albert Einstein original après avoir changé de place. Il rejoindra plus tard l’expédition d’Albert Einstein.
- Richard Feynman, un physicien théoricien américain quelque peu narcissique. Il a aidé à activer le portail d’Einstein et a également rejoint l’expédition d’Albert Einstein.
- Enrico Fermi, un extraterrestre déguisé en physicien italien. Bien que coopératif au début, il a été révélé qu’il avait tenté de tuer Daghlian et de saboter le projet dès le début, seulement pour être tué et expérimenté par Einstein.
- William Westmoreland, un général de l’armée américaine et un sadique. Il est chargé par John F. Kennedy de mettre fin aux projets Manhattan avant de conspirer avec Groves et Johnson. Il assassinera plus tard Kennedy et l’accusera de Lee Harvey Oswald.
- Harry Daghlian, un physicien américain irradié ; plus tard surnommé le « Messie atomique ». L’incident du « noyau démoniaque » lui a laissé un squelette sensible et extrêmement radioactif.
- Wernher von Braun, un spécialiste allemand des fusées avec des prothèses robotiques.
- Leslie Groves, un général de l’armée américaine et directeur des projets Manhattan. Il a ordonné les bombardements atomiques d’Hiroshima et de Nagasaki et a été la raison de la poursuite des projets Manhattan. Il conspirera plus tard avec Westmoreland et Johnson.
- FDR : A.I., l’intelligence artificielle du défunt président américain, Franklin D. Roosevelt.
- Lyndon B. Johnson, le 36e président des États-Unis d’Amérique et conspirateur de l’assassinat de Kennedy.
- Harry S. Truman, le 33e président des États-Unis d’Amérique, un cultiste franc-maçon et chef de l’Illuminatorium.
- Youri Gagarine, cosmonaute russe et héros national de l’Union soviétique. Après avoir échappé à l’attaque de Star City, lui et von Braun décident d’explorer l’espace dans l’espoir de trouver Laika.
- Laïka, un chien de l’espace russe parlant et proche compagnon de Gagarine.
- Helmutt Gröttrup, un scientifique et ingénieur allemand spécialisé dans les fusées. Il a été fait l’esclave du Projet pour sa lâcheté.
- Dmitriy Ustinov, un androïde dont le cerveau est dans un bocal et ministre soviétique de la Défense.
- John F. Kennedy, le 35e président des États-Unis d’Amérique. C’est un toxicomane qui a ordonné la fin des projets Manhattan, les considérant comme conspirant avec l’ennemi avant d’être assassinés.
- Leonid Brejnev, le secrétaire général soviétique qui a été muté par la matière extraterrestre récupérée lors de l’événement de Tunguska. Avec son équipe, il a été chargé par le gouvernement soviétique de mettre fin à Star City et à ceux qui y étaient impliqués pour conspiration avec l’ennemi.
- Che Guevara, révolutionnaire argentin, stratège militaire et diplomate. Il a été capturé par l’équipe de Brejnev, craniotomisé et finalement contrôlé mentalement par les Soviétiques.
- Fidel Castro, révolutionnaire et homme politique cubain. Il a également été capturé par l’équipe de Brejnev, craniotomisé et finalement contrôlé mentalement par les Soviétiques.

## Parution
- 22 avril 2013 : Manhattan Projects Tome -1- Nouvelles expériences.
- 05 janvier 2018 : Manhattan Projects Tome 1 Pseudo science.
- 15 mars 2019 : Manhattan Projects Tome 2 Leur règne.

## Réception
La série est bien accueillit pour son côté déjanté mêlant des histoires réelles et fictives.

## Distinction
- 2014 : Prix Eisner, Meilleures colorations[5].